# Estadio Olímpico Universitario José Reyes Baeza
Das Estadio Olímpico Universitario José Reyes Baeza ist ein Fußballstadion mit Leichtathletikanlage in der mexikanischen Stadt Chihuahua, der Hauptstadt des gleichnamigen Bundesstaats. Die Sportstätte befindet sich auf dem Campus der Universidad Autónoma de Chihuahua, deren Kurzbezeichnung (UACH, manchmal auch UACh) anfangs ein Bestandteil des Stadionnamens war.
Nach etwas mehr als zweijährigem Bestehens des Stadions beschloss die Universitätsleitung im September 2009 die Umbenennung in seine noch heutige gültige Bezeichnung zu Ehren von José Reyes Baeza Terrazas, der während der Entstehung des Stadions Gouverneur des Bundesstaats Chihuahua war.

## Nutzung
Die Anlage diente von Beginn an als Austragungsstätte für Heimspiele der zur Universität gehörenden Footballmannschaft der Águilas de UACH und seit 2020 auch der denselben Sport praktizierenden Caudillos de Chihuahua. Zwischen 2007 und 2020 diente das Stadion zudem als Heimspielstätte der zur Universität gehörenden Fußballmannschaft der Dorados Fuerza UACH und seit 2022 ist dort der neu gegründete Chihuahua FC beheimatet.
Das Eröffnungsspiel fand zwischen den Águilas de UACH und den Texas Lutheran University Bulldogs statt. Das erste Spiel der Caudillos war ein am 22. Februar 2020 ausgetragenes Spiel gegen die Tequileros de Jalisco, das mit einem deutlichen 53:13-Sieg der Heimmannschaft endete. Die erste Begegnung des Chihuahua FC war ein Heimspiel gegen die zweite Mannschaft der Cimarrones de Sonora, das 1:1 endete.